# Hrádecká lípa (okres Klatovy)
Hrádecká lípa je památný strom u vsi Hrádek, severně od Sušice. Lípa velkolistá (Tilia platyphyllos) roste po pravé straně silnice spojující Hrádek a Sušici, pod návrším Hrádek u sochy sv. Jana Nepomuckého v nadmořské výšce 555 m. Obvod jejího kmene měří 465 cm a koruna stromu dosahuje do výšky 23 m (měření 1977). Lípa je chráněna od roku 1978 pro svůj věk a jako krajinná dominanta.

## Stromy v okolí
- Hrádecký dub